# Pala Luzzago
La Pala Luzzago è un dipinto a olio su tela centinata e sagomata (290 × 174 cm) del Moretto, databile al 1542 e conservato nella Pinacoteca Tosio Martinengo di Brescia.
La pala, solitamente identificata con questo nome sebbene non siano noti documenti che leghino la sua commissione alla famiglia Luzzago, fa parte della produzione matura del Moretto e vi si rilevano particolari ormai manieristici, accompagnati da una composizione più slegata e colori più opachi.

## Storia
Il dipinto proviene dalla chiesa di San Giuseppe di Brescia, dove lo vede e descrive già Bernardino Faino nel 1630, definendolo "cosa di Consideratione et ben condotta del Moderno Moretto". Pochi anni dopo, nel 1648, anche Carlo Ridolfi lo registra nei suoi scritti e indica la figura del donatore a sinistra "un'huomo [...] di casa Luzaga", cioè un membro della famiglia Luzzago, rifacendosi ad una lapide pavimentale a fianco dell'altare dove è appunto sepolto un Giulio Luzzago.
La denominazione di Pala Luzzago, che spesso è riscontrabile nella letteratura artistica, non ha però nessun altro riferimento archivistico oltre alla lapide citata e, pertanto, non è possibile verificare che sia proprio un Luzzago il personaggio dipinto sulla tela. Vero è, però, che tale Giulio Luzzago, nel suo testamento del 1537, lasciò disposizioni alla moglie di far erigere la cappella in onore di san Michele Arcangelo, quindi la sua identità nella tela del Moretto resta verosimile.
Il dipinto passa alla Pinacoteca Tosio Martinengo nel 1868, alla soppressione dell'ordine dei Francescani Osservanti che reggevano il monastero di San Giuseppe.

## Descrizione
Il dipinto raffigura, in alto, tra nubi e angioletti, la Madonna col Bambino Gesù in grembo, rivolti verso il basso. Qui, nella metà inferiore della tela, sono posti san Francesco d'Assisi a destra, in atteggiamento contemplativo, e san Michele Arcangelo a sinistra, nell'atto di indicare la Madonna e il Bambino al personaggio al suo fianco, inginocchiato e in preghiera, sontuosamente vestito. Sullo sfondo si vede un villaggio con due torri, ai margini di un bosco, mentre all'orizzonte si vedono alcune montagne che si perdono nella foschia.

## Stile
Francesco Paglia, che scrive nel 1675, definisce la pala "opera unica e vaga del Moretto", mentre Giulio Antonio Averoldi, nel 1700, vi vede un "raro dissegno e morbidezza totale". Il dipinto è poi citato da Paolo Brognoli nel 1826 con il nome di Pala Luzzago e allo stesso modo, rifacendosi alle affermazioni di Carlo Ridolfi, ne parlano anche Joseph Archer Crowe e Giovanni Battista Cavalcaselle nel 1871. I due studiosi, tra l'altro, affermano che in un angolo era segnata la data MDXLII, cioè 1542: è questo un dato insolito, poiché di fatto la tela non hai mai presentato datazione. Probabilmente, i due critici deducono la data partendo dalla lapide di Giulio Luzzago, già citata, che è appunto MDXLII.
Già Gustavo Frizzoni, nel 1889, pare non essere più in grado di leggerla e la riporta appoggiandosi sull'autorità del Cavalcaselle: è tuttavia da lui accettata poiché confacente a un dipinto in cui "l'intonazione un po' torbida e velata accenna infatti all'età più provetta dell'autore, nella quale egli veniva modificando man mano in questo senso la sua tavolozza, finché essa divenne da ultimo, nei pochi anni che superò la metà del secolo, sensibilmente plumbea e opaca".
L'opera trova poco spazio nella critica del Novecento, con rapide, sporadiche e talvolta inesatte citazioni, fino al commento di György Gombosi del 1943, il quale nega l'attendibilità delle affermazioni di Crowe e Cavalcaselle circa la presunta datazione sul dipinto. Gaetano Panazza, nel 1958, appoggia il parere del Gombosi e vede nella pala "un'opera del Moretto ormai stanco; appassita la figura della Vergine, accademico e manierato l'Arcangelo, slegata la composizione, con la tendenza al moncromo, al grigio". Lo studioso evidenzia comunque alcuni particolari di rilievo: "la figura del donatore rivela sempre la capacità del Moretto ritrattista e il paesaggio, ormai in penombra, è di alto valore lirico".
Pier Virgilio Begni Redona, nel 1988, scrive invece che "nemmeno trascurabile è la vivacità che anima la parte superiore, con i putti scatenati e intrigati negli ampi paludamenti della Madonna e il Bambino, trattenuto a fatica in grembo alla madre, proteso a trastullarsi con una mela di spropositata grandezza".